# Лазарис, Герман Владимирович
Герман Владимирович Лазарис (1884, Симферополь — 1937, Москва) — советский служащий.

## Биография
Родился в Симферополе в семье Владимира Ароновича Лазариса. Окончил юридический факультет университета. Будучи студентом Московского университета в 1906 г. был сослан в Архангельскую губернию за революционную деятельность.
До 1916 занимался литературным трудом. В 1917—1919 служил заведующим отделом и управляющим делами в Таврической губернской продовольственной управе и наркомпроде Крыма. С 1920 по 1921 — секретарь и управляющий делами Крымской конторы Центросоюза.
В 1921 году переехал в Москву. Заведовал экономическим отделом НКПТ, затем работал заместителем начальника управления СТО.
С 1921 по 1927 исполнял обязанности председателя делегации СССР в советско-польской комиссии при НКИД.
1 июля 1927 поступил на работу в Эрмитаж заместителем директора (в это время обязанности директора временно исполнял О. Ф. Вальдгауэр.) С февраля 1928, после отстранения Вальдгауэра, временно исполнял обязанности директора Эрмитажа. В ноябре 1928 освобожден от работы в Эрмитаже и уехал в Москву.
В Москве проживал по адресу Малый Харитоньевский переулок, дом 6, кв. 2. Начальник 2-го сектора иностранного отдела Аэрофлота. Был включён в расстрельный список от 1 ноября 1937 года, подписанный Сталиным и Молотовым. Расстрелян 3 ноября 1937. Место захоронения: Коммунарка.

## Сочинения
- Герман Лазарис. Стихи (Городу, У решетки, Рассказ, Сумерки, В мансарде) // Товарищество "Знание" (СПб, Невский, 92) : Сборник (М. Горький: Матвей Кожемякин, ч.II, 142 с., Герман Лазарис: Стихи, 10 с., А. Золотарев: На чужой стороне, 131 с., А. Черемнов: Сонеты, 10 с.). — СПб.: Тип. 1-й СПб Труд. Артели, Лиговская, 34, 1911. — Т. XXXV (Книга тридцать пятая).